# لودمیلا، قلمرو شمالی
لودمیلا (به انگلیسی: Ludmilla) یک حومه شهر در استرالیا است که در قلمرو شمالی (استرالیا) واقع شده‌است.